# Temporada 1976-77 de los Cleveland Cavaliers
La temporada 1976-77 fue la séptima de los Cleveland Cavaliers en la NBA. La temporada regular acabó con 43 victorias y 39 derrotas, ocupando el sexto puesto de la conferencia Este, clasificándose para los playoffs, en los que cayeron en primera ronda ante Washington Bullets.

## Elecciones en elDraft
| Ronda | Puesto | Jugador          | Posición | Nacionalidad   | Universidad         |
| ----- | ------ | ---------------- | -------- | -------------- | ------------------- |
| 1     | 15     | Chuckie Williams | Escolta  | Estados Unidos | Kansas State        |
| 2     | 32     | Mo Howard        | Escolta  | Estados Unidos | Maryland            |
| 3     | 50     | Abdul Jeelani    | Alero    | Estados Unidos | Wisconsin-Parkside* |
| 5     | 84     | Edmund Lawrence  | Pívot    | Estados Unidos | McNeese State       |

## Temporada regular
| División Central      | División Central | División Central | División Central | División Central | División Central | División Central | División Central | División Central |
| Equipo                | G                | P                | %                | PD               | Casa             | Fuera            | Div              |                  |
| --------------------- | ---------------- | ---------------- | ---------------- | ---------------- | ---------------- | ---------------- | ---------------- | ---------------- |
| y-Houston Rockets     | 49               | 33               | .598             | –                | 34–7             | 15–26            | 13–7             |                  |
| x-Washington Bullets  | 48               | 34               | .585             | 1                | 32–9             | 16–25            | 11–9             |                  |
| x-San Antonio Spurs   | 44               | 38               | .537             | 5                | 31–10            | 13–28            | 9–11             |                  |
| x-Cleveland Cavaliers | 43               | 39               | .524             | 6                | 29-12            | 14-27            | 8–12             |                  |
| New Orleans Jazz      | 35               | 47               | .427             | 14               | 26–15            | 9–32             | 10–10            |                  |
| Atlanta Hawks         | 31               | 51               | .378             | 18               | 19–22            | 12–29            | 9–11             |                  |

## Playoffs

### Primera ronda
Washington Bullets vs. Cleveland Cavaliers
| Fecha       | Partido                                         | Ciudad    |
| ----------- | ----------------------------------------------- | --------- |
| 13 de abril | Washington Bullets 109, Cleveland Cavaliers 100 | Landover  |
| 15 de abril | Cleveland Cavaliers 91, Washington Bullets 83   | Cleveland |
| 17 de abril | Washington Bullets 104, Cleveland Cavaliers 98  | Landover  |
|             | Washington Bullets gana las series 2-1          |           |

## Estadísticas
| Rk | Jugador          | Edad | P  | PT | MP   | TC  | TCI  | %TC  | TL  | TLI | %TL  | RO  | RD  | RT  | AS  | RB  | TAP | BP | FP  | PTS  |
| -- | ---------------- | ---- | -- | -- | ---- | --- | ---- | ---- | --- | --- | ---- | --- | --- | --- | --- | --- | --- | -- | --- | ---- |
| 1  | Jim Cleamons     | 27   | 60 |    | 34.1 | 4.3 | 9.9  | .434 | 1.9 | 2.5 | .757 | 1.7 | 2.9 | 4.6 | 5.1 | 1.1 | 0.4 |    | 2.1 | 10.4 |
| 2  | Jim Brewer       | 25   | 81 |    | 33.0 | 3.7 | 8.1  | .451 | 1.2 | 2.2 | .545 | 3.4 | 6.0 | 9.4 | 2.4 | 1.2 | 1.0 |    | 2.6 | 8.5  |
| 3  | Campy Russell    | 25   | 70 |    | 30.1 | 6.2 | 14.3 | .434 | 4.1 | 5.3 | .778 | 2.1 | 3.9 | 6.0 | 2.7 | 1.0 | 0.3 |    | 2.8 | 16.5 |
| 4  | Austin Carr      | 28   | 82 |    | 29.4 | 6.8 | 14.9 | .457 | 2.6 | 3.3 | .795 | 1.5 | 1.5 | 2.9 | 2.7 | 0.7 | 0.1 |    | 2.7 | 16.2 |
| 5  | Jim Chones       | 27   | 82 |    | 29.0 | 5.5 | 11.9 | .463 | 1.9 | 2.6 | .731 | 2.5 | 5.9 | 8.4 | 1.3 | 0.4 | 0.9 |    | 3.1 | 12.9 |
| 6  | Bingo Smith      | 30   | 81 |    | 26.4 | 6.3 | 14.2 | .446 | 1.8 | 2.2 | .818 | 1.1 | 2.8 | 3.9 | 1.9 | 0.8 | 0.4 |    | 2.6 | 14.5 |
| 7  | Dick Snyder      | 32   | 82 |    | 20.5 | 3.9 | 8.5  | .456 | 1.5 | 1.8 | .852 | 0.6 | 1.2 | 1.8 | 2.0 | 0.5 | 0.4 |    | 2.2 | 9.3  |
| 8  | Nate Thurmond    | 35   | 49 |    | 20.3 | 2.0 | 5.0  | .407 | 1.4 | 2.2 | .642 | 2.5 | 5.2 | 7.6 | 1.7 | 0.3 | 1.7 |    | 2.6 | 5.5  |
| 9  | Foots Walker     | 25   | 62 |    | 19.6 | 2.5 | 5.6  | .450 | 1.4 | 1.9 | .774 | 0.9 | 1.7 | 2.6 | 4.1 | 1.3 | 0.1 |    | 2.0 | 6.5  |
| 10 | Elmore Smith     | 27   | 36 |    | 18.8 | 3.6 | 7.1  | .504 | 1.6 | 3.0 | .519 | 1.7 | 4.7 | 6.4 | 0.4 | 0.4 | 2.1 |    | 2.7 | 8.7  |
| 11 | Gary Brokaw      | 23   | 39 |    | 15.3 | 2.9 | 6.2  | .467 | 1.5 | 2.1 | .707 | 0.3 | 1.2 | 1.5 | 3.0 | 0.4 | 0.3 |    | 2.0 | 7.2  |
| 12 | John Lambert     | 24   | 63 |    | 8.8  | 1.1 | 2.5  | .427 | 0.4 | 0.6 | .694 | 1.0 | 1.5 | 2.4 | 0.5 | 0.3 | 0.3 |    | 1.2 | 2.5  |
| 13 | Rowland Garrett  | 26   | 29 |    | 7.4  | 1.4 | 3.2  | .430 | 0.6 | 0.8 | .818 | 0.3 | 1.0 | 1.4 | 0.2 | 0.2 | 0.1 |    | 1.0 | 3.4  |
| 14 | Mo Howard        | 22   | 9  |    | 3.1  | 0.9 | 1.7  | .533 | 0.6 | 0.7 | .833 | 0.2 | 0.3 | 0.6 | 0.6 | 0.1 | 0.2 |    | 0.8 | 2.3  |
| 15 | Chuckie Williams | 23   | 22 |    | 3.0  | 0.6 | 2.1  | .298 | 0.4 | 0.5 | .750 | 0.1 | 0.0 | 0.2 | 0.3 | 0.0 | 0.0 |    | 0.3 | 1.7  |

## Galardones y récords
| Jugador    | Galardón                               |
| Jim Brewer | 2.º Mejor quinteto defensivo de la NBA |